# Thymus serpylloides
Thymus serpylloides ist eine Pflanzenart aus der Gattung der Thymiane (Thymus) in der Familie der Lippenblütler.

## Beschreibung
Thymus serpylloides ist ein kleiner Strauch mit schlanken, hochgebogenen bis niederliegenden, holzigen Stängeln, in deren Achseln Büschel aus Laubblättern und blütentragende, in Reihen stehende Stängel mit 1 bis 8 cm Höhe stehen. Die blütentragenden Stängel besitzen nur an der Basis ein Büschel aus kleinen Blättern, in den Achseln fehlen sie. Die Laubblätter sind 5 bis 8 mm lang und 0,5 bis 1 mm breit. Sie sind linealisch-lanzettlich, dicht drüsig gepunktet, flaumhaarig oder unbehaart. Der Blattrand ist zurückgerollt oder nahezu zurückgerollt und an der Basis bewimpert.
Die Blütenstände sind fast köpfchenförmig und bestehen aus locker stehenden, aus zwei bis sechs Blüten bestehenden Scheinwirteln. Die Tragblätter sind 1,5 bis 2 mm breit, grün, ähnlich den Laubblättern, aber nahezu flach. Der Kelch ist 3,5 bis 4,5 mm lang und behaart, die oberen Zähne sind so lang wie breit und 0,5 bis 0,7 mm breit. Die Krone ist 5 bis 6 mm lang.
Die Chromosomenzahl beträgt 2n = 58.

## Vorkommen und Standorte
Die Art ist in den Bergen im  Süden Spaniens verbreitet. Sie wächst dort meist in Höhenlagen über 2000 m.

## Systematik
Man kann zwei Unterarten unterscheiden:
- Thymus serpylloides subsp. gadorensis (Pau) Jalas: Sie kommt im südlichen und im südöstlichen Spanien vor.[2]
- Thymus serpylloides subsp. serpylloides: Sie kommt in der Sierra Nevada von Spanien vor.[2]